# Bicyclus heathi
Bicyclus heathi  (лат.) — вид булавоусых бабочек рода Bicyclus из семейства бархатницы (Satyridae).

## Распространение
Экваториальная Африка: ДРК (Kivu).

## Описание
Длина крыла около 3 см. Основная окраска красновато-коричневая, сверху глазчатая (по 2 глазка на передних крыльях и 7 на задних). 
Встречаются в средневысотных дождевых экваториальных лесах. Вид был впервые описан в 2016 году британским энтомологом Оскаром Браттстрёмом (Oskar Brattström; University Museum of Zoology, University of Cambridge, Кембридж,  Великобритания). Название дано в честь Алана Хита (Alan Heath), нашедшего голотип в 1978 году во время его экспедиции в Африку. По строению крыльев из примерно 50 видов своего рода близок к видам Bicyclus ivindo, B. uniformis, B. feae и B. procora.